# Магазин біля дому

Інтер'єр крамниці біля дому в Японії

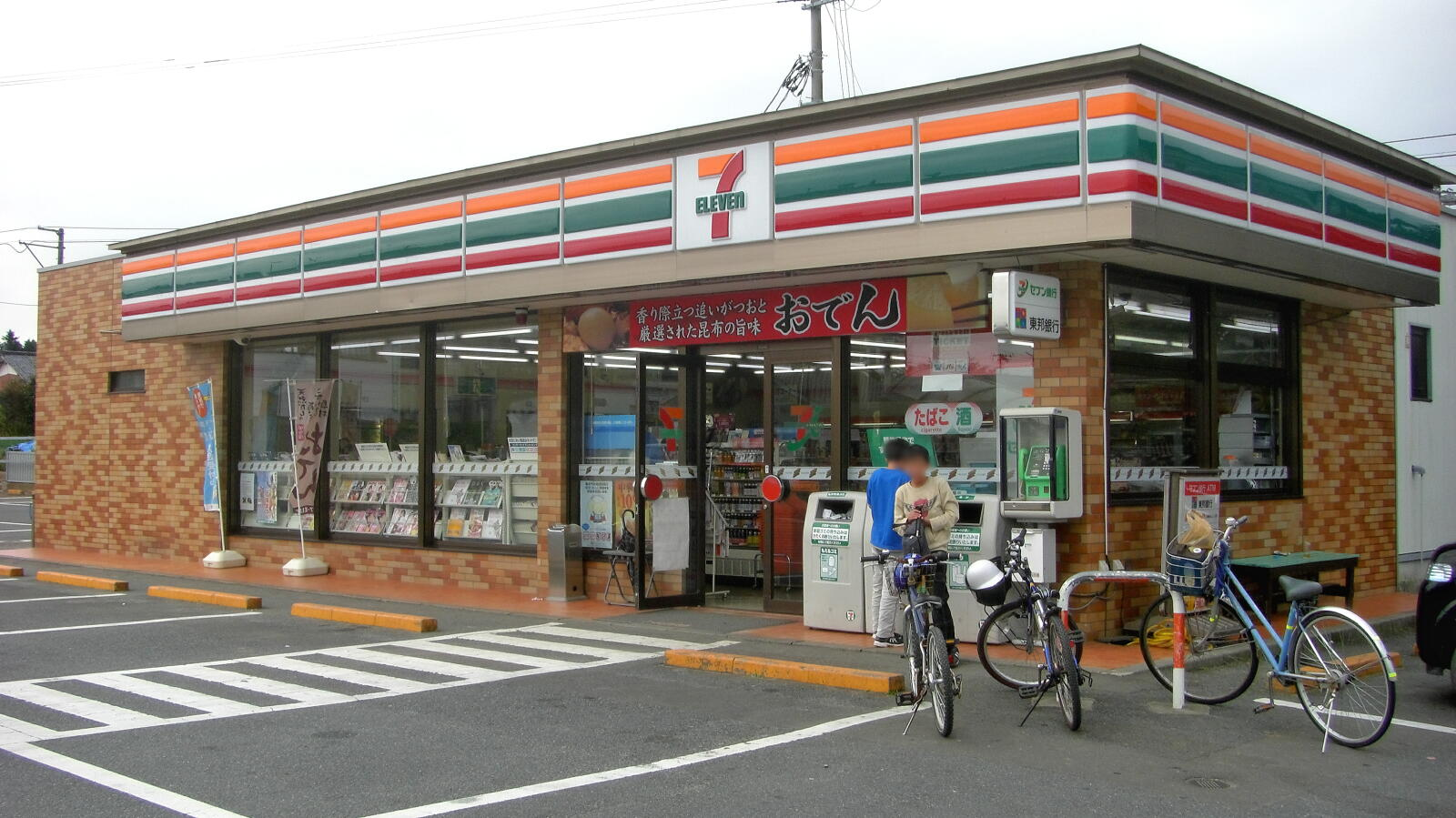
7 Eleven — японська мережа крамниць.

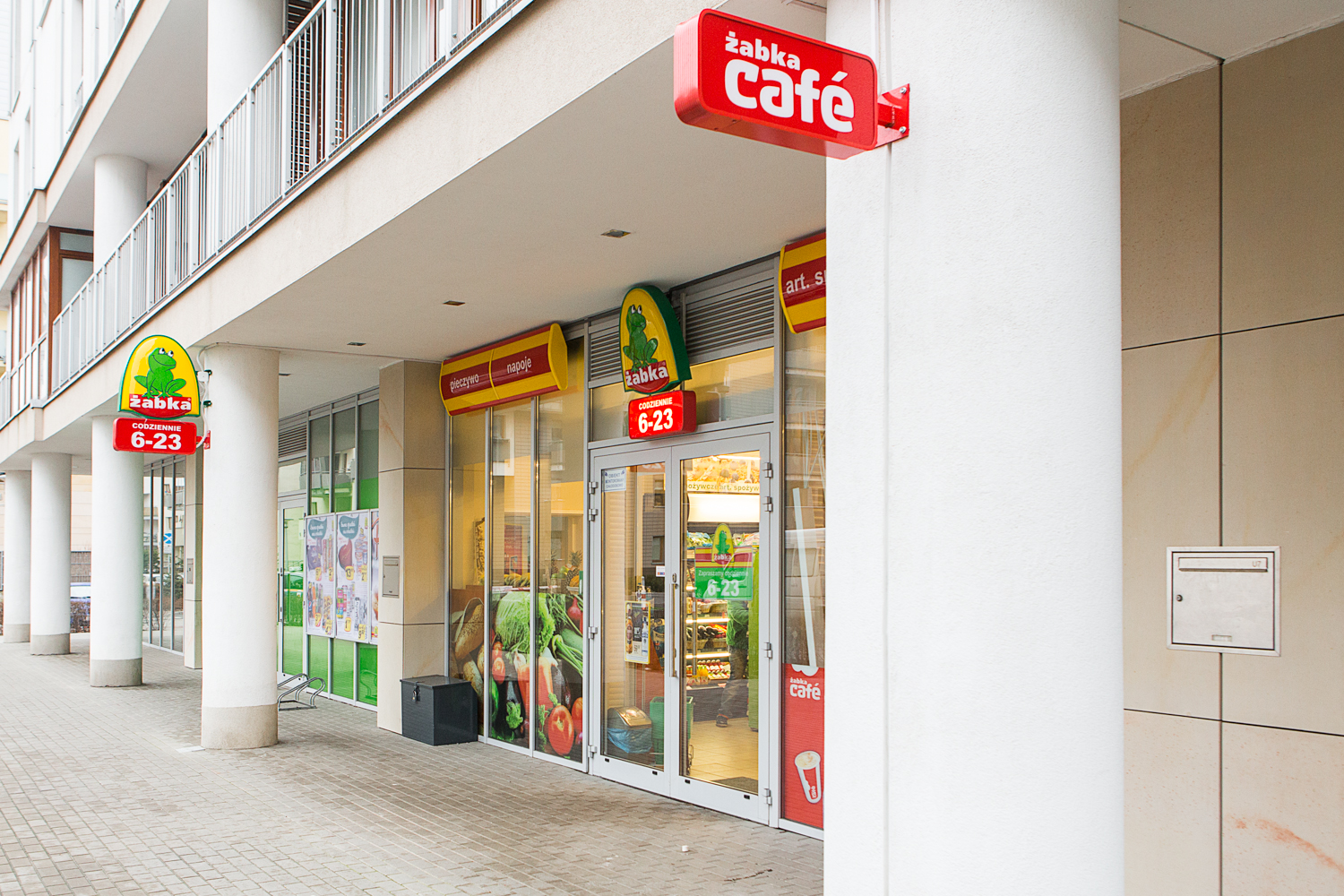
Крамниця мережі «Żabka» у Варшаві, Польща.

Крамниця біля дому, Крамниця зручності (англ. convenience store) — категорія невеликих крамниць товарів широкого вжитку, розташованих у житлових кварталах чи місцях з великим скупченням людей. Найчастіше такі крамниці розташовані в житловому будинку, на його першому або цокольному поверсі. Приміщення під крамницю може бути спеціалізованим.
Асортимент товарів такої крамниці покликаний бути максимально збалансованим і складатися з товарів повсякденного вжитку, оскільки покупки «поруч з будинком» відбуваються щодня і включають в себе основні товари споживчого кошика.
Крамниці цього типу пропонують невеликий вибір товарів, в основному бакалії, м'ясо-молочної продукції, овочів, фруктів, алкогольних напоїв та інших харчових продуктів, а також базових господарських товарів — побутової хімії, газет, сигарет, сірників, батарейок, лотерейних квитків тощо. Ціни, як правило, вищі, ніж в торгових точках інших форматів.
Такі торгові точки часто працюють за принципом самообслуговування і, як правило, працюють з раннього ранку до пізнього вечора. Залежно від законодавчих умов в окремих країнах, крамниці можуть бути відчинені сім днів на тиждень, іноді також цілодобово.